# Hillsdale (Kansas)
Hillsdale es un lugar designado por el censo ubicado en el condado de Miami en el estado estadounidense de Kansas. En el año 2010 tenía una población de 229 habitantes.

## Geografía
Hillsdale se encuentra ubicado en las coordenadas 38°39′41.71″N 94°51′6.15″O / 38.6615861, -94.8517083 (38.661587° -94.851708°).